# Ciuruleasa (Alba)
Ciuruleasa (en hongrois : Csurulyásza) est une commune du județ d'Alba, Roumanie qui compte 1 197 habitants.
La commune est composée de 9 villages : Bidigești, Bodrești, Boglești, Buninginea, Ciuruleasa, Ghedulești, Mătișești, Morărești, Vulcan.

## Démographie
D'après le recensement de 2011, la commune compte 1 197 habitants, en forte baisse par rapport au recensement de 2002 où elle en comptait 1 368.
Lors de ce recensement de 2011, 97,74 % de la population se déclarent roumains (2,08 % ne déclarent pas d'appartenance ethnique et 0,16 % déclarent appartenir à une autre ethnie).

## Politique
| Parti | Parti                                                 | Sièges |
| ----- | ----------------------------------------------------- | ------ |
|       | Parti social-démocrate (PSD)                          | 6      |
|       | Parti national libéral (PNL)                          | 1      |
|       | Alliance des libéraux et démocrates (ALDE)            | 1      |
|       | Union nationale pour le progrès de la Roumanie (UNPR) | 1      |